# Lokus (biologi)
Lokus (latin: locus, "plats", "ställe") är inom biologi och medicin den bestämda plats på kromosomen där informationen om en viss gen är lagrad. Gener med ett och samma lokus i de homologa kromosomerna är alleler av samma gen.